# Шаблино (Тверская область)
Ша́блино — пригородная деревня в Калининском районе Тверской области. Относится к Черногубовскому сельскому поселению.
Расположена сразу за городской чертой, к северу от Твери, на правом берегу реки Тверцы.
К западу от деревни остановочный пункт Дачная (Шаблино) на железнодорожной ветке на Васильевский Мох.
Вокруг Шаблино, в том числе на территории города, садовые товарищества.
В 1997 году — 12 хозяйств, 21 житель. В 2002 году — 15 постоянных жителей.